# 斯戴芬·卢佐维茨基
斯戴芬·卢佐维茨基（Stefan Ruzowitzky，1961年12月25日—），奥地利编剧、导演。

## 生平

### 早年
卢佐维茨基生于维也纳，在维也纳大学攻读了历史和戏剧。在此期间为超级男孩等乐团执导了一些MV，还拍了一些电视广告。

### 职业生涯
1996年卢佐维茨基拍摄了第一部电影《Tempo》。随后他得到了Max Ophüls Preis奖项。1998年他执导了第二部电影《Die Siebtelbauern》，故事设定在上奥地利Mühlviertel的乡村。该片在鹿特丹电影节和法兰德斯电影节均获最佳影片奖。2000年他执导了恐怖片《解剖》、3年后执导了其续集《解剖2》。2007年，他的《伪钞制造者》参选柏林电影节，并获第80届奥斯卡最佳外语片奖。